# Paweł Król
Paweł Król (ur. 10 października 1960 w Zawadzkiem) – polski piłkarz grający na pozycji obrońcy, reprezentant kraju. W barwach Śląska zdobył Puchar Polski w 1987 roku.

## Reprezentacja Polski
W 1979 roku wystąpił na Mistrzostwach Świata Juniorów w Japonii (Polska zajęła 4. miejsce).
W reprezentacji Polski debiutował 27 stycznia 1981 roku w wygranym 4:2 meczu z Japonią. Łącznie w barwach narodowych wystąpił 22 razy i strzelił trzy gole.
| lp. | Data                 | Miejsce    | Przeciwnik     | Rezultat | Rozgrywki       | Grał   | Uwagi              |
| --- | -------------------- | ---------- | -------------- | -------- | --------------- | ------ | ------------------ |
| 1.  | 27 stycznia 1981     | Tokushima  | Japonia        | 4-2      | towarzyski      | do 61' |                    |
| 2.  | 10 października 1982 | Lizbona    | Portugalia     | 1-2      | elim. Euro 1984 | 90'    | Gol                |
| 3.  | 23 marca 1983        | Łódź       | Bułgaria       | 3-1      | towarzyski      | 90'    |                    |
| 4.  | 7 września 1983      | Kraków     | Rumunia        | 2-2      | towarzyski      | 90'    |                    |
| 5.  | 9 października 1983  | Moskwa     | ZSRR           | 0-2      | elim. Euro 1984 | 90'    |                    |
| 6.  | 7 października 1986  | Bydgoszcz  | Korea Północna | 2-2      | towarzyski      | do 45' |                    |
| 7.  | 15 października 1986 | Poznań     | Grecja         | 2-1      | elim. Euro 1988 | 90'    |                    |
| 8.  | 12 listopada 1986    | Warszawa   | Irlandia       | 1-0      | towarzyski      | 90'    |                    |
| 9.  | 19 listopada 1986    | Amsterdam  | Holandia       | 0-0      | elim. Euro 1988 | 90'    | Żółta kartka       |
| 10. | 18 marca 1987        | Rybnik     | Finlandia      | 3-1      | towarzyski      | 90'    |                    |
| 11. | 24 marca 1987        | Wrocław    | Norwegia       | 4-1      | towarzyski      | 90'    | Gol                |
| 12. | 12 kwietnia 1987     | Gdańsk     | Cypr           | 0-0      | elim. Euro 1988 | 90'    |                    |
| 13. | 29 kwietnia 1987     | Ateny      | Grecja         | 0-1      | elim. Euro 1988 | 90'    |                    |
| 14. | 17 maja 1987         | Budapeszt  | Węgry          | 3-5      | elim. Euro 1988 | 90'    |                    |
| 15. | 19 sierpnia 1987     | Lubin      | NRD            | 2-0      | towarzyski      | 90'    | Gol · Żółta kartka |
| 16. | 2 września 1987      | Bydgoszcz  | Rumunia        | 3-1      | towarzyski      | 90'    |                    |
| 17. | 23 września 1987     | Warszawa   | Węgry          | 3-2      | elim. Euro 1988 | 90'    |                    |
| 18. | 14 października 1987 | Zabrze     | Holandia       | 0-2      | elim. Euro 1988 | 90'    |                    |
| 19. | 27 października 1987 | Bratysława | Czechosłowacja | 1-3      | towarzyski      | 90'    |                    |
| 20. | 11 listopada 1987    | Limassol   | Cypr           | 1-0      | elim. Euro 1988 | 90'    |                    |
| 21. | 6 lutego 1988        | Hajfa      | Rumunia        | 2-2      | towarzyski      | do 30' |                    |
| 22. | 24 sierpnia 1988     | Białystok  | Bułgaria       | 3-2      | towarzyski      | od 82' |                    |